# 圣让迪卡尔多奈
圣让迪卡尔多奈（法語：Saint-Jean-du-Cardonnay，法語發音：[sɛ̃ ʒɑ̃ dy kaʁdɔnɛ]）是法国滨海塞纳省的一个市镇，属于鲁昂区。

## 地理
圣让迪卡尔多奈（49°30'22"N, 1°0'33"E）面积7.52 平方千米，位于法国诺曼底大区滨海塞纳省，该省份为法国北部沿海省份，其西部及北部濒大西洋英吉利海峡，东起顺时针与索姆省、瓦兹省、厄尔省和卡爾瓦多斯省接壤。
与圣让迪卡尔多奈接壤的市镇（或旧市镇、城区）包括：勒乌尔姆、马洛奈、马罗姆、邦德维尔圣母镇、皮西-波维尔、鲁马尔、拉沃帕利耶尔。

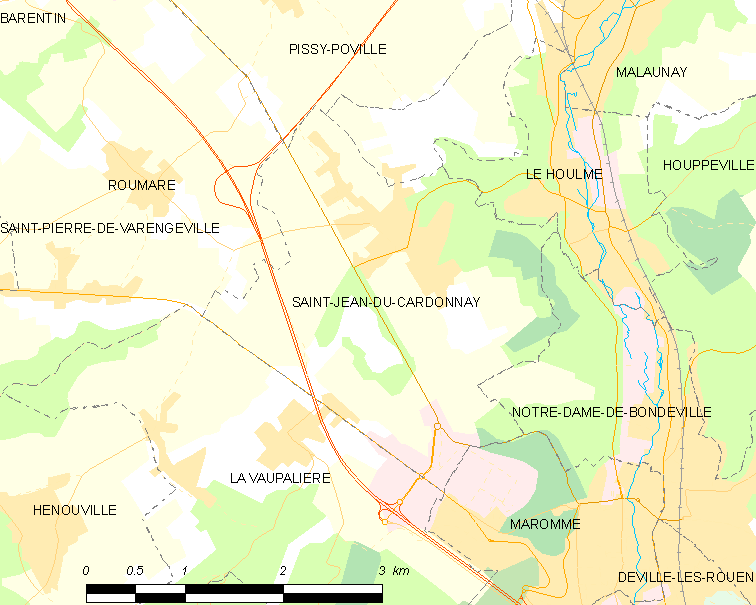
圣让迪卡尔多奈的OSM定位图

圣让迪卡尔多奈的时区为UTC+01:00、UTC+02:00（夏令时）。

## 行政
圣让迪卡尔多奈的邮政编码为76150，INSEE市镇编码为76594。

## 政治
圣让迪卡尔多奈所属的省级选区为邦德维尔圣母镇县。

## 人口

1962-2008年间圣让迪卡尔多奈人口变化图示

圣让迪卡尔多奈于2022年1月1日时的人口数量为1348人。